# Avezzano
Avezzano é uma comuna italiana da região dos Abruzos, província de Áquila, com cerca de 42.489 habitantes. Estende-se por uma área de 104,09 km², tendo uma densidade populacional de 408,19 hab/km². Faz fronteira com Capistrello, Celano, Luco dei Marsi, Massa d'Albe, Ovindoli, Scurcola Marsicana, Trasacco.

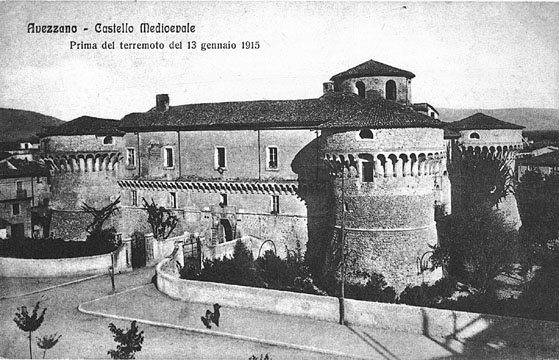
Castello Orsini-Colonna, depois do terremoto de 1915

## Demografia
| Variação demográfica do município entre 1861 e 2011                               |
|                                                                                   |
| Fonte: Istituto Nazionale di Statistica (ISTAT) - Elaboração gráfica da Wikipedia |